# David Rikl
David Rikl (Brandys, 27 febbraio 1971) è un ex tennista ceco.

## Carriera
Mancino naturale passa tra i professionisti nel 1989. In carriera si è specializzato nel doppio ma nonostante questo è riuscito ad entrare tra i primi 100 della classifica singolare raggiungendo come miglior risultato il 41º posto al 2 maggio 1994.
Nel doppio ha raggiunto 53 finali vincendone 30 ed è arrivato fino al 4º posto in classifica il 20 agosto 2001. Ha formato per diversi anni insieme a Jiří Novák un vincente team di doppio, insieme infatti hanno conquistato 13 titoli ATP e raggiunto una finale, poi persa, a Wimbledon.
Nel 2004 raggiunge la sua seconda finale in un torneo del Grande Slam, questa volta agli US Open insieme a Leander Paes ma ne esce nuovamente sconfitto.
Si è ritirato ufficialmente nel 2005.

## Statistiche

### Singolare

#### Finali perse (1)
| N° | Data            | Torneo                | Superficie | Avversario in finale | Punteggio |
| 1. | 10 gennaio 1994 | ATP Jakarta, Giacarta | Cemento    | Michael Chang        | 6–3, 6–3  |

### Doppio

#### Vittorie (30)
| Legenda                     |
| Grande Slam (0)             |
| Tennis Masters Cup (0)      |
| ATP Masters Series (4)      |
| ATP Championship Series (4) |
| ATP Tour (22)               |

| Titoli per superficie |
| Cemento (8)           |
| Terra rossa (17)      |
| Erba (3)              |
| Sintetico (2)         |

| N°  | Data              | Torneo                                          | Superficie  | Compagno            | Avversari in finale               | Punteggio     |
| 1.  | 7 ottobre 1991    | Tel Aviv Open, Tel Aviv                         | Cemento     | Michiel Schapers    | Javier Frana Leonardo Lavalle     | 6–2, 6–7, 6–3 |
| 2.  | 6 luglio 1992     | Hall of Fame Tennis Championships, Newport      | Erba        | Royce Deppe         | Paul Annacone David Wheaton       | 6–4, 6–4      |
| 3.  | 25 ottobre 1993   | Chile Open, Santiago                            | Terra rossa | Mike Bauer          | Christer Allgårdh Brian Devening  | 7–6, 6–4      |
| 4.  | 4 aprile 1994     | Barcelona Open, Barcellona                      | Terra rossa | Evgenij Kafel'nikov | Jim Courier Javier Sánchez        | 5–7, 6–1, 6–4 |
| 5.  | 25 aprile 1994    | Internazionali di Baviera, Monaco               | Terra rossa | Evgenij Kafel'nikov | Boris Becker Petr Korda           | 7–6, 7–5      |
| 6.  | 9 maggio 1994     | Internazionali d'Italia, Roma                   | Terra rossa | Evgenij Kafel'nikov | Wayne Ferreira Javier Sánchez     | 6–1, 7–5      |
| 7.  | 17 ottobre 1994   | Vienna Open, Vienna                             | Sintetico   | Mike Bauer          | Alex Antonitsch Greg Rusedski     | 7–6, 6–4      |
| 8.  | 11 settembre 1995 | Colombia Open, Bogotà                           | Terra rossa | Jiří Novák          | Steve Campbell MaliVai Washington | 7–6, 6–2      |
| 9.  | 23 ottobre 1995   | Chile Open, Santiago (2)                        | Terra rossa | Jiří Novák          | Shelby Cannon Francisco Montana   | 6–4, 4–6, 6–1 |
| 10. | 25 marzo 1996     | Grand Prix Hassan II, Casablanca                | Terra rossa | Jiří Novák          | Tomás Carbonell Francisco Roig    | 7–6, 6–3      |
| 11. | 9 settembre 1996  | Colombia Open, Bogotá (2)                       | Terra rossa | Nicolás Pereira     | Pablo Campana Nicolás Lapentti    | 6–3, 7–6      |
| 12. | 13 ottobre 1997   | ATP Ostrava, Ostrava                            | Sintetico   | Jiří Novák          | Donald Johnson Francisco Montana  | 6–2, 6–4      |
| 13. | 10 agosto 1998    | San Marino Open, San Marino                     | Terra rossa | Jiří Novák          | Mariano Hood Sebastián Prieto     | 6–4, 7–6      |
| 14. | 17 agosto 1998    | Indianapolis Tennis Championships, Indianapolis | Cemento     | Jiří Novák          | Mark Knowles Daniel Nestor        | 6–2, 7–6      |
| 15. | 26 ottobre 1998   | Abierto Mexicano de Tenis, Città del Messico    | Terra rossa | Jiří Novák          | Daniel Orsanic David Roditi       | 6–4, 6–2      |
| 16. | 7 febbraio 2000   | Dubai Tennis Championships, Dubai               | Cemento     | Jiří Novák          | Robbie Koenig Peter Tramacchi     | 6–2, 7–5      |
| 17. | 10 luglio 2000    | Swiss Open Gstaad, Gstaad                       | Cemento     | Jiří Novák          | Jérôme Golmard Michael Kohlmann   | 3–6, 6–3, 6–4 |
| 18. | 17 luglio 2000    | Stuttgart Open, Stoccarda                       | Terra rossa | Jiří Novák          | Lucas Arnold Ker Donald Johnson   | 5–7, 6–2, 6–3 |
| 19. | 30 ottobre 2000   | Stuttgart Masters, Stoccarda                    | Cemento     | Jiří Novák          | Donald Johnson Piet Norval        | 3–6, 6–3, 6–4 |
| 20. | 19 marzo 2001     | Miami Open, Miami                               | Cemento     | Jiří Novák          | Jonas Björkman Todd Woodbridge    | 7–5, 7–6      |
| 21. | 21 maggio 2001    | ATP St. Pölten, Sankt Pölten                    | Terra rossa | Petr Pála           | Jaime Oncins Daniel Orsanic       | 6–3 5–7 7–5   |
| 22. | 30 luglio 2001    | Canada Masters, Montréal                        | Cemento     | Jiří Novák          | Donald Johnson Jared Palmer       | 6–4, 3–6, 6–3 |
| 23. | 20 maggio 2002    | ATP St. Pölten, Sankt Pölten (2)                | Terra rossa | Petr Pála           | Mike Bryan Michael Hill           | 7–5, 6–4      |
| 24. | 10 giugno 2002    | Swiss Open Gstaad, Gstaad (2)                   | Terra rossa | Joshua Eagle        | Massimo Bertolini Cristian Brandi | 7–6, 6–4      |
| 25. | 25 giugno 2002    | Halle Open, Halle                               | Erba        | David Prinosil      | Jonas Björkman Todd Woodbridge    | 4–6, 7–6, 7–5 |
| 26. | 15 luglio 2002    | Stuttgart Open, Stoccarda (2)                   | Terra rossa | Joshua Eagle        | David Adams Gastón Etlis          | 6–3, 6–4      |
| 27. | 24 febbraio 2003  | Dubai Tennis Championships, Dubai (2)           | Cemento     | Leander Paes        | Wayne Black Kevin Ullyett         | 6–3, 6–0      |
| 28. | 7 luglio 2003     | Swiss Open Gstaad, Gstaad (3)                   | Terra rossa | Leander Paes        | František Čermák Leoš Friedl      | 6–3, 6–3      |
| 29. | 7 giugno 2004     | Halle Open, Halle (2)                           | Erba        | Leander Paes        | Tomáš Cibulec Petr Pála           | 6–2, 7–5      |
| 30. | 5 luglio 2004     | Swiss Open Gstaad, Gstaad (4)                   | Terra rossa | Leander Paes        | Marc Rosset Stan Wawrinka         | 6–4, 6–2      |